# Герб Нижнекамска
Герб города Нижнекамск — административного центра Нижнекамского района Республики Татарстан Российской Федерации.
В качестве герба города Нижнекамск Решением городского Совета депутатов трудящихся 23 ноября 2007 года утверждён герб Нижнекамского муниципального района.

## Описание герба и его символики
«В рассечённом лазоревом и зелёном поле, поверх всего – золотой столб, обременённый зелёным шаром, окружённым обращёнными к нему таковыми же малыми отвлечёнными остриями («тень солнца») и поверх шара – выходящей в оконечности сосной переменных цветов; столб сопровождён справа внизу тремя сближенными чешуевидно изогнутыми серебряными нитями в пояс, а слева вверху тремя (две и одна) летящими прямо серебряными чайками».

## История герба

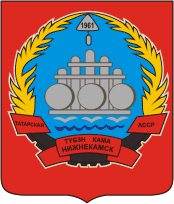
Герб Нижнекамска (1975 год)

Первый герб Нижнекамска был утверждён в 1975 году. Описание герба гласило:

«На красном прямоугольном щите серебром выполнен барельеф в виде круга. В центре его - ректификационные колонногазовые резервуары - символ того, что основной отраслью города является нефтехимия. Название городу дала река Кама и это нашло отражение в гербе: ниже центра круга 3 белые чайки над бегущей волной. Нижняя часть круга выполнена в виде шины. На ленте, опоясывающей шину, надпись на русском и татарском языках с названием города: "ТУБЭН КАМА" и "НИЖНЕКАМСК" и республики "ТАТАРСКАЯ АССР".Символом юности города являются молодые ветви, венчающие эмблему, вершины которых сходятся у мастерка с датой закладки города - "1961".»
Герб Нижнекамска 1975 года был составлен Р. С. Шигабутдиновым.
В советское и постсоветское время выпускались сувенирные значки с изображением видоизменённого герба Нижнекамска 1975 года. В 1994 году появился проект герба с элементом герба Татарстана в вольной части. Официально проекты не утверждались.
9 июня 2006 года был утверждён герб Нижнекамского района. В отдельных источниках считается, что герб района одновременно является и гербом Нижнекамска, однако официально это не подтверждено.
В 2007 году в Положение о гербе Нижнекамского района были внесены изменения (решение Совета № 56 от 23.11.2007 г), в соответствии с которым поселения, входящие в состав Нижнекамского МР, могут использовать герб и флаг района на договорной основе. В 2007 году главой Нижнекамска Кутдусовым Ф.К. и главой Нижнекамского района Метшиным А.Р. подписан договор об использовании герба и флага Нижнекамского района городом Нижнекамском.